# Bad Leonfelden
Bad Leonfelden – miasto uzdrowiskowe w Austrii, w kraju związkowym Górna Austria, w powiecie Urfahr-Umgebung. Leży w pobliżu granicy z Czechami. Liczy 4102 mieszkańców (1 stycznia 2015). 

## Współpraca
Miejscowość partnerska:
- Sankt Michael im Lungau, Salzburg